# St-Louis (Huningue)
Die Kirche Saint-Louis ist ein französisches Kulturdenkmal, das sich in Huningue im französischen Département Haut-Rhin befindet.

## Standort
Die profanierte Kirche befindet sich in Rue Barbanègre 23, Huningue (Frankreich).

## Geschichte
Von Jacques Tarade entworfen, ist die Kirche das einzige noch vollständige Gebäude der ursprünglichen Festung Vaubans, die zwischen 1679 und 1680 gebaut wurde. Da die Festungskirche von militärischem Nutzen war, brachte diese dem damaligen Elsass neue architektonische Formen. Seit 1938 ist das Gebäude als monument historique eingestuft.